# Saint-Jean-le-Blanc (Calvados)
Saint-Jean-le-Blanc település Franciaországban, Calvados megyében. Lakosainak száma 360 fő (2018. január 1.). Saint-Jean-le-Blanc Danvou-la-Ferrière, Lassy, Lénault, Montchauvet, Le Plessis-Grimoult, Roucamps és Saint-Vigor-des-Mézerets községekkel határos.

## Népesség
A település népessége az elmúlt években az alábbi módon változott:
| Lakosok száma | 401  | 363  | 291  | 334  | 318  | 344  | 350  | 355  | 367  | 360  |
|               | 1968 | 1975 | 1982 | 1990 | 1999 | 2011 | 2013 | 2015 | 2017 | 2018 |